# آرتور پیگو
آرتور سیسیل پیگو (به انگلیسی: Arthur cecil pigou) اقتصاددان انگلیسی متولد ۱۸ نوامبر ۱۸۷۷ م. در شهر راید در جزیره وایت می‌باشد. وی از اقتصاددانان  دانشگاه کمبریج بود و به عنوان نظریه‌پرداز اقتصاد رفاه قدیم مشهور است.او در سال ۱۹۵۹ بر اثر بیماری درگذشت.

## دوران جوانی و تحصیلات
پیگو در شهر راید واقع در جنوب شرقی انگلستان زاده شد. پدر وی کلارنس جورج اسکات پیگو، افسر ارتش، بود. او در جوانی بورسیه مدرسه مشهور هارو را که واقع در نیوزلندبود، بدست آورد و اولین رئیس مدرسه مدرن شد. در سال ۱۸۹۶به عنوان محقق تاریخ در کالج کینگ کمبریج پذیرفته  شد. وی در سال ۱۸۹۹ موفق به کسب مدال طلای صدراعظم برای اشعار ادبی اش، و کبدن (۱۹۰۱)، برنی (۱۹۰۱) و جایزه آدام اسمیت (۱۹۰۳) شد. آرتور پیگو با مطالعه فلسفه و شاخه علوم اخلاقی  به اقتصاد روی آورد و تحصیلات خودرا تحت آموزش آلفرد مارشال گذراند. پایان‌نامه او درسال ۱۹۰۱ با عنوان «رابرت براونینگ به‌عنوان یک معلم مذهبی» به چاپ رسید.

## کار و تحصیل
پیگو در سال ۱۹۰۱ شروع به تدریس و سخنرانی در زمینه اقتصادی کرد و در سال ۱۹۰۲ عضوی از کالج کینگ در کمبریج شد. وی خود را وقف تحقیقات اقتصادی کرد و حاصلش ده‌ها مقاله و نظریات اقتصادی است. او تحت آموزش آلفرد مارشال تحصیل کرد و تحقیقات او  متمرکز بر اقتصاد ارزشی بود.
این اقتصادان انگلسیی تحت تأثیر اقتصاد رفاهی قرار می‌گیرد که منافع عمومی جامعه را که از کلیه تصمیماتی که گرفته می‌شود بررسی می‌کند( یعنی افرادی که در مورد خرید، فروش و کار و بنگاه‌هایی که در مورد تولید و اشتغال تصمیم می‌گیرند.)
در سال ۱۹۰۸ پیگو به عنوان جانشین آلفرد مارشال در مقام استاد تمامی اقتصاد سیاسی در دانشگاه کمبریج انتخاب شد. وی دارنده این پست را تا سال ۱۹۴۳ بود.
اگر بخواهیم ماندگارترین نقش پیگو دراقتصاد را بیان کنیم بی شک باید به نظریات او در اقتصاد رفاه اشاره کنیم، که در آن او مفهوم اثرات جانبی و مالیات پیگویی ("مالیات پیگوویان")را مطرح کرد. (که با تحمیل مالیات پیگویی به اثرات جانبی می‌توان به اصلاح مشکلات پیش آمده در این مسئله دست زد.)
دراقتصاد رفاه (که در ابتدا با نام ثروت و رفاه خوانده می‌شد)، پیگو مفهوم اثرات جانبی مارشال را توسعه داد، در واقع اثرات جانبی و یا پیامدهای خارجی به این مفهوم اشاره دارد که هزینه و یا مزایا و سودی که به افراد تعلق می گیرد و پولی بابتش اخذ نمی شود و در واقع به شکاف قیمتی مصرف کننده و تولید کننده منجر می شود ،که در این راستا پیگو برای حل این مسئله در برابر اثرات جانبی منفی مالیات و در برابر پیامد خارجی و یا  اثرات جانبی مثبت یارانه را مطرح کرد . در اوایل دهه ۱۹۶۰، تجزیه و تحلیل پیگو توسط رونالد کوز مورد انتقاد قرار گرفت، او استدلال کرد اگر شرکا در معامله بتوانند چانه زنی کنند، دیگر نیازی به مالیات و یارانه نیست. مفهوم اثرات جانبی برای اقتصاد رفاه مدرن و به ویژه برای اقتصاد محیط زیست از اهمیت اساسی برخوردار است. باشگاه پیگو، که به افتخار او نامیده می‌شود، یک انجمن متشکل اقتصاددانان مدرن است که از ایده مالیات کربن برای رفع مشکل گرم شدن کرهٔ زمین استفاده و حمایت می‌کند.
وجه غفلت مطالعات پیگو، تحلیل او دربارهٔ طیف وسیعی از پدیده‌های بازار کار است که توسط اقتصاددانان بعدی مورد مطالعه قرار گرفته‌است، از جمله قدرت   چانه زنی دسته جمعی، چسبندگی دستمزد، بازارهای داخلی کار ،بازار کار تفکیک شده وسرمایه انسانی.

 یکی از اقدامات اولیه او تأمین پشتیبانی مالی خصوصی برای جان کینز برای کار بر روی تئوری احتمال بود.
همانطور که خود پیگو بیان می‌کند با وجود انتقادات بسیاری که برروی گفته‌های کینز داشت اما همچنان معتقد بودکه کینز در پایه‌گذاری نظریات خود، اطلاعات باارزشی از آنالیزهای اقتصادی ارائه داد؛ و بعدها عنوان کرد در قدردانی از کینز برای دستاوردهای ارزشمندش ناکام بوده‌است.

## زندگی شخصی
پیگو اصول محکمی  در زندگی داشت  و این چالش ها و مشکلات زیادی را برای او در جنگ بوجود آورد.وی مخالف سربازی اجباری بود اما در طول جنگ  در راستای تعهد و خدمت به جنگ  در واحد آمبولانس دوستان فعالیت می کرد و اصرار بر انجام کارهای خاص و خطرناک  داشتت .، در اواخر جنگ نیز با اکراه پستی در هیئت تجارت پذیرفت. وی همچنین عضو کمیسیون سلطنتی مالیات بر درآمد (۱۹۱۹–۱۹۱۹) و کمیته چمبرلین انگلستان (۱۹۲۴–۱۹۲۵)بود.
پیگو در سال ۱۹۲۵ برای آکادمی بریتانیا انتخاب شد، اما در سال ۱۹۴۷ استعفا داد. و در سالهای بعد از امور سیاسی کنار کشید و خود را وقف اقتصاد و دانشگاه کرد.او همچنین  انتقادات سنگینی بر مشکلات و اتفاقات روز را در روزنامه‌ها منتشر می‌کرد. وی عضو افتخاری فرهنگستان هنر و علوم آمریکا، عضو خارجی آکادِمیِ لینْچِئی و عضو افتخاری کمیته اقتصادی بین‌المللی بود.
پیگو حتی پس از دوره ای بیماری قلبی که از سال ۱۹۴۳ به آن دچارشد عضوی از کالج کینگ بودو تحقیقات خود را رها نکرد. 
او علاقه زیادی به کوهنوردی داشت و کوه نوردی را به دوستانش  از جمله ویلفرد نویز معرفی  می کرد.
در سال 1930 وی درگیر بیماری قلبی شدکه  او را مجبور به رها کردن  کوه نوردی کرد. پیگو در سال 1943 کرسی  استادی را رها کرد اما تا پایان عمر عضوی از کالج کینگ باقی ماند.  
او هرگز ازدواج نکرد اما دوستان و نزدیکان خوبی داشت.

## آثار پیگو
۱. پایان‌نامه «رابرت براونینگ به‌عنوان یک معلم مذهبی» که در سال ۱۹۰۱ به چاپ رسید.

۲. تعرفه‌های گمرکی؛ که در سال ۱۹۰۳ چاپ شد.

۳. صلح صنعتی؛ که در سال ۱۹۰۵ منتشر شد.

۴. حقوق گمرکی؛ که در سال ۱۹۰۶ نگاشته و به‌طبع رسید.

۵. ثروت و رفاه؛ در سال ۱۹۱۲ به چاپ رسید.

۶. بیکاری؛ که در سال ۱۹۱۴ منتشر شد.

۷. مقاله‌ای دربارهٔ ارزش پول؛ که در سال ۱۹۱۷ از وی باقی مانده‌است.

۸. کتاب مشهور او با نام اقتصاد رفاه؛ که در سال ۱۹۲۰ به طبع رسید.

۹. مقاله‌هایی در اقتصاد کاربردی؛ که در سال ۱۹۲۳ منتشر کرد.

۱۰. نوسانات صنعتی؛ که در سال ۱۹۲۷ نشر پیدا کرد.

۱۱. مطالعه‌ای در مالیه عمومی؛ که در سال ۱۹۲۸ از وی به جا ماند.

۱۲. نظریه بیکاری؛ که در سال ۱۹۳۳ به چاپ رسید.

۱۳. اقتصاد وضعیت ایستا؛ که را در سال ۱۹۳۵ منتشر ساخت.

۱۴. سوسیالیسم در مقابل سرمایه‌داری؛ که در سال ۱۹۳۷ نشر یافت.

۱۵. اشتغال و تعادل؛ که در سال ۱۹۴۱ از خود بر جای گذاشت.

۱۶. درآمد، مقدمه‌ای در اقتصاد؛ چاپ شده در سال ۱۹۴۶.

۱۷. حجاب پول؛ که در سال ۱۹۴۹ از وی چاپ شده‌است.

۱۸. بازنگری نظریه عمومی کینز؛ که در جواب انتقادات کینز در سال ۱۹۵۰ مطرح ساخت.

۱۹. مقالاتی در اقتصاد؛ که در سال ۱۹۵۲ به چاپ رسید.